# Nasser Hejazi
Nasser Hejazi, né le 14 décembre 1949 et mort le 23 mai 2011 à Téhéran, est un footballeur international et entraineur iranien. Il est considéré comme l'un des meilleurs gardiens de but iraniens de l'histoire.

## Biographie
Hejazi porte notamment le maillot de l'Esteghlal Téhéran (Taj). Il compte 62 sélections en équipe d'Iran, avec laquelle il remporte la Coupe d'Asie des nations en 1972 et 1976, dispute les Jeux olympiques de 1972 et 1976 ainsi que la Coupe du monde de 1978.
En 2000, l'IFFHS le classe 2e meilleur gardien asiatique du XXe siècle.
Devenu manager, il remporte le championnat du Bangladesh en 1988, puis celui d'Iran en 1998 et atteint la finale de la Ligue des champions de l'AFC en 1999 avec l'Esteghlal Téhéran.
Engagé politiquement, il se porte candidat à l'élection présidentielle iranienne de 2005 puis soutient publiquement Mir Hossein Moussavi en 2009. Il meurt d'un cancer en 2011,.